# Valland
Ej att förväxla med Valand
Valland är i den fornnordiska litteraturen namn på varje land som bebos av "valer" (isl. Valir), det vill säga "walesare", eller möjligen "kelter" i allmänhet. Därmed kunde ordet användas såväl om Wales som om till exempel Belgien (där valloner bodde), norra Italien, eller norra Frankrike. Med tiden kom det senare, särskilt genom nordmännens tilldelning av Normandie, att bli det land som oftast betecknades som Valland. 
Eftersom de flesta av eventuella "kelter" befolkade områden romaniserades under romersk järnålder, kom orden valer och Valland att beteckna personer av romansk börd, och land med romanska invånare. Exempel på detta är valnöt, "nöt från Valland", det vill säga fransk eller italiensk nöt, och rotvälska. Samma betydelseförändring skedde för deras tyska former (welsch, wälsch, Welschland) - som i senare tid använts även här i Norden (velsk, välsk, valsk och Välskland).
Ännu så sent som i den svenska bibeln av år 1703 är orden italikos och Italia (Apostlagärningarna och Hebreerbrevet) återgivna med "valsk" och "Valland". Det ska framhållas att etymologin i detta fall är indicietyngd, men samtidigt mycket problematisk och svårutredd.